# Circuit d'Olympic Green
Le circuit d’Olympic Green est un circuit automobile temporaire empruntant les rues de la capitale chinoise, Pékin. Il a accueilli à deux reprises l’ePrix de Pékin comptant pour le championnat de Formule E FIA.

## Historique
Le premier ePrix s'y est tenu le 13 septembre 2014. Le deuxième et dernier ePrix a eu lieu le 24 octobre 2015.

## Description
Le tracé est composé de 20 virages et est long de 3,453 km.

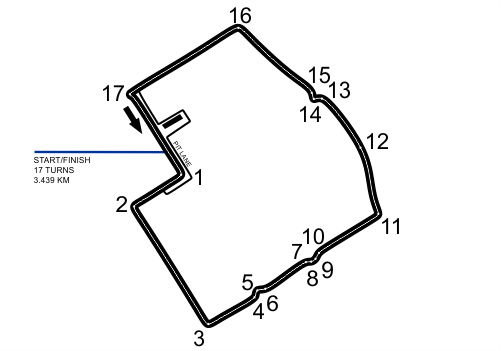
Le circuit d’Olympic Green en 2015.

Le circuit se situe dans le centre-ville de Pékin, près du stade national, aussi appelé « Nid d’Oiseau », et de la piscine nationale. Le circuit est le plus long de la première saison.
Lors de la deuxième édition en 2015, la premiere chicane est supprimée, raccourcissant le circuit de 14 mètres et lui enlevant 3 virages.